# Sphéniscine
La sphéniscine est un peptide antibactérien et antifongique produit dans le ventre du manchot royal mâle (Aptenodytes patagonicus), qui lui permet de conserver sur plusieurs semaines les aliments qu'il rapporte à son petit. Elle est notamment active contre certains micro-organismes pathogènes pour l’homme.
En 2016 sort en France la comédie Le Secret des banquises, premier film de Marie Madinier avec Charlotte Le Bon et Guillaume Canet. Ce film est centré sur le professeur Quignard et son équipe qui étudient la PPM, une protéine extraite du manchot royal aux vertus immunisantes. Ils sont talonnés dans leurs recherches par une équipe américaine qui, contrairement à eux, a obtenu l’autorisation de faire des tests cliniques sur des sujets humains.